# Короткевич, Геннадий Владимирович
Геннадий Владимирович Короткевич (бел. Генадзь Уладзіміравіч Караткевіч; род. 25 сентября 1994, Гомель) — самый титулованный спортивный программист планеты, многократный победитель международных и всероссийских чемпионатов и турниров по спортивному программированию, в том числе организованных такими крупными компаниями, как Google, IBM, Facebook, ВКонтакте, Яндекс, Mail.ru Group, и другими. Занимает первое место в рейтингах Topcoder и 1 место в рейтингах Codeforces. На соревнованиях выступает под ником tourist.

## Биография

### Школьные годы
Геннадий родился в Гомеле, в семье программистов Владимира и Людмилы Короткевичей, преподававших на кафедре математических проблем управления Гомельского государственного университета им. Франциска Скорины. По словам родителей, Геннадий сел за компьютер ещё до школы.
Учился в гимназии № 56, где решил первую задачу по программированию в восемь лет, а собственные программы начал писать в младших классах школы. Во втором классе Короткевич стал призёром республиканской олимпиады.
Геннадий начал участвовать в международной школьной олимпиаде IOI с 12 лет, когда выиграл серебряную награду. После чего он один из немногих участников получил высший балл олимпиады и за счёт побед шесть лет подряд стал самым юным абсолютным победителем конкурса. Также в составе сборной Гомеля Короткевич участвовал во Всероссийской командной олимпиаде школьников по программированию.
Школьные победы
| Название | 2006               | 2007        | 2008        | 2009        | 2010        | 2011              | 2012               |
| -------- | ------------------ | ----------- | ----------- | ----------- | ----------- | ----------------- | ------------------ |
| IOI      | 02 ! [ 11 ] [ 12 ] | 01 ! [ 11 ] | 01 ! [ 11 ] | 01 ! [ 11 ] | 01 ! [ 13 ] | 01 ! [ 9 ] [ 14 ] | 01 ! [ 15 ] [ 16 ] |
| ВКОШП    | —                  | 01 ! [ 17 ] | 02 ! [ 17 ] | 01 ! [ 17 ] | 01 ! [ 18 ] | 01 ! [ 19 ]       | —                  |

### Университетское время
| Название            | 2010 | 2011 | 2012 | 2013 | 2014 | 2015 | 2016 |
| ------------------- | ---- | ---- | ---- | ---- | ---- | ---- | ---- |
| ACM ICPC            | —    | —    | —    | 1    | —    | 1    | —    |
| Яндекс. Алгоритм    | 1    | —    | —    | 1    | 1    | 1    | —    |
| VK Cup              | —    | —    | 3    | —    | —    | 1    | 1    |
| Russian Code Cup    | —    | —    | —    | 2    | 1    | 2    | 1    |
| Google Code Jam     | —    | —    | —    | —    | 1    | 1    | 1    |
| Facebook Hacker Cup | —    | —    | —    | —    | 1    | 1    | —    |
| ZeptoCodeRush       | —    | —    | —    | —    | 3    | 1    | —    |
| Topcoder Open       | —    | —    | —    | —    | 1    | —    | —    |
| КРОК                | —    | —    | —    | 1    | —    | —    | 1    |
| Kotlin Challenge    | —    | —    | —    | —    | 1    | —    | —    |
| Rockethon           | —    | —    | —    | —    | 1    | 1    | —    |
| Looksery Cup        | —    | —    | —    | —    | —    | 1    | —    |
| Manhtan             | —    | 1    | —    | —    | —    | —    | 1    |
| 8VC Venture Cup     | —    | —    | —    | —    | —    | —    | 1    |

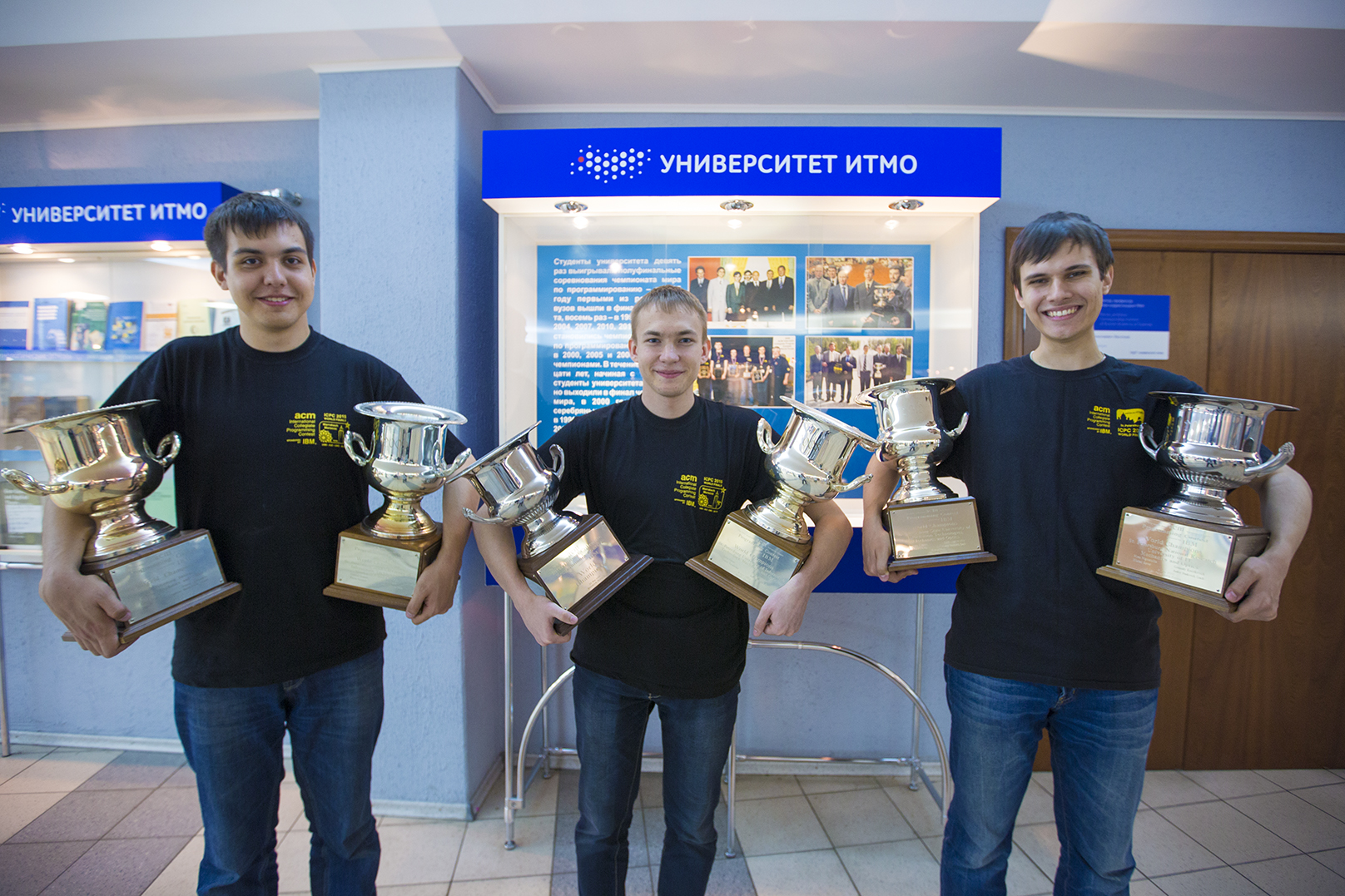
Геннадий (справа) в команде Университета ИТМО, абсолютных победителей Чемпионата мира по программированию, 2015

В 2012 Короткевич поступил в Университет ИТМО на кафедру компьютерных технологий Факультета информационных технологий и программирования. Тренером по спортивному программированию в университете стал Андрей Станкевич.
В зависимости от типа соревнования Геннадий участвует одиночно как представитель Белоруссии или в команде университета.
Команда ИТМО завоевала титул абсолютных чемпионов ACM ICPC⁣, в том числе благодаря участию Короткевича в 2013 и 2015 годах. Правилами соревнования участие студентов в ICPC ограничено до двух раз.
Среди российских турниров — VK Cup, организованный компанией ВКонтакте, где Геннадий в 2012 году занял третье место, первое — в 2015, а в 2016 году он снова взял первое в команде ИТМО с Адамом Бардашевичем.
В соревновании Яндекс.Алгоритм Геннадий начал участвовать в 2010 году, взяв золото, позже три года подряд с 2013 по 2015-й повторял достижения.
В турнире Mail.Ru Group — Russian Code Cup — Геннадий занимал первое место в 2014 и второе в 2013 и 2015.
Среди побед в турнирах, организованных зарубежными компаниями, числятся золото с 2014 по 2016 в Google Code Jam, золото 2014 и 2015 в Facebook Hacker Cup, бронза в 2014 и золото в 2015 в ZeptoCodeRush.
На счету Геннадия победы в крупных чемпионатах КРОК (первое место в 2013 и 2016), Kotlin Challenge (первое место в 2014), Rockethon (победитель 2014 и 2015 года), Looksery Cup (победитель 2015 года).
Геннадий Короткевич стал чемпионом мира в пяти престижных соревнованиях по спортивному программированию и множестве других.
Разумеется, мои успехи — это плоды тренировок. Но мне это интересно, и я увлечён программированием и решением задач, поэтому, видимо, оно мне и даётся легче.Геннадий Короткевич

### Общественное признание
Свои медали Геннадий передал Музею современной белорусской государственности на хранение.
В номинации «Открытие» 2011 года Короткевич стал самым молодым «Человеком года» в Гомеле. Фамилии победителей внесены в специальную книгу «Человек года Гомельщины», которая хранится во Дворце Румянцевых — Паскевичей.
В конце декабря 2014 года аналитический центр «Стратегия» и Научно-исследовательский центр Мизеса подвели итоги социально-экономического развития Белоруссии. Геннадий был назван среди номинантов на звание главного бенефициара 2014 года.
Разрабатывал MenuetOS вместе с Dream Catcher.